# Jaycie Phelps
Jaycie Phelps (Indianápolis, Estados Unidos, 26 de septiembre de 1979) es una gimnasta artística estadounidense, campeona olímpica en 1996 en el concurso por equipos.

## Carrera deportiva
En el Mundial de Dortmund 1994 gana la plata en la competición por equipos, tras Rumania y por delante de Rusia.
En el Mundial celebrado en Sabae (Japón) en 1995 gana el bronce de nuevo en el concurso por equipos, tras Rumania (oro) y China (plata).
En los JJ. OO. de Atlanta (Estados Unidos) de 1996 gana el oro en el concurso por equipos —por delante de Rusia (plata) y Rumania (bronce)—, siendo sus compañeras de equipo: Amy Chow, Dominique Dawes, Shannon Miller, Amanda Borden, Dominique Moceanu y Kerri Strug.